# .cg
.cg è il dominio di primo livello nazionale assegnato alla Repubblica del Congo.
È amministrato da Interpoint Switzerland.
La registrazione è gratuita per i cittadini del Congo.